# Alexander Studzinski
Alexander Studzinski (* 19. Januar 1983 in Magdeburg) ist ein deutscher Langstreckenschwimmer.
Bei den Europameisterschaften 2002 in Berlin belegte Alexander Studzinski den 15. Platz über die 5-km-Distanz. 2004 wurde er Deutscher Meister über 10 km und 25 km. Der siebte Platz über 5 km war sein bestes Ergebnis bei der Europameisterschaft 2004 in Madrid. Bei der im folgenden Jahr stattfindenden Weltmeisterschaft wurde er Vierter über 25 km und verpasste damit nur knapp eine Medaille. 2006 verteidigte er seinen Deutschen Meistertitel über 25 km. Über 10 km bei der Europameisterschaft 2006, die im Plattensee ausgetragen wurde, erreichte er nur den 21. Rang. Über 25 km wurde er Zwölfter.
Bei den Deutschen Meisterschaften im Freiwasserschwimmen 2012 in Großkrotzenburg sprang der vorerst letzte Deutsche-Meister-Titel über die 25 km heraus in 5:15:55,54 Stunden. Zwei Jahre später bei den Meisterschaften 2014 gab es auf der Regattabahn in Hamburg-Allermöhe über 10 km den fünften Platz. 2015 gelang in Lindau (Bodensee) als Dritter der Sprung aufs Treppchen über die 10 km. 
Studzinski startet für den Verein SC Wiesbaden 1911 und wird von Oliver Großmann trainiert. Er arbeitet in der Sportfördergruppe der Polizei Hessen. Zuvor studierte er Chemie an der Universität Würzburg bis zum Vordiplom. Heute lebt Studzinski in Wiesbaden. 